# COVID-19-Pandemie in Nigeria
|                        |                  |
| Krankheit:             | COVID-19         |
| Krankheitserreger:     | SARS-CoV-2       |
| Ursprung:              | Wuhan (China)    |
| Erster bekannter Fall: | 27. Februar 2020 |
| Erster Fall in:        | Lagos            |
| Bestätigte Fälle:      | 255.859          |
| Todesfälle:            | 2.773            |
| Quelle:                | [ 1 ]            |
| Letztes Update:        | 17. Mai 2022     |

Die COVID-19-Pandemie in Nigeria tritt als regionales Teilgeschehen des weltweiten Ausbruchs der Atemwegserkrankung COVID-19 auf und beruht auf Infektionen mit dem Ende 2019 neu aufgetretenen Virus SARS-CoV-2 aus der Familie der Coronaviren. Die COVID-19-Pandemie breitet sich seit Dezember 2019 von China ausgehend aus. Ab dem 11. März 2020 stufte die Weltgesundheitsorganisation (WHO) das Ausbruchsgeschehen des neuartigen Coronavirus als Pandemie ein.

## Verlauf
Am 27. Februar 2020 wurde der erste Fall von COVID-19 in Nigeria in Ewekoro im Bundesstaat Ogun bestätigt. Es handelte sich um einen italienischen Staatsbürger, welcher in Nigeria arbeitet. Dieser Fall tauchte am 28. Februar 2020 zum ersten Mal in einem WHO-Situationsbericht auf. Es konnten 58 Kontaktpersonen ausfindig gemacht werden, die in Quarantäne geschickt wurden. Bis zum 29. März gab es im Land 111 bestätigte COVID-19-Fälle und einen COVID-19-Todesfall.
Am 23. März 2020 wurde der erste Todesfall bestätigt, ein 67-jähriger Mann mit bestehenden Vorerkrankungen. Der Todesfall tauchte am 26. März 2020 zum ersten Mal in einem WHO-Situationsbericht auf.
Bis zum 10. April 2020 bestätigte die WHO 288 Fälle, davon 7 Todesopfer.
Im März 2021 war von 3 Millionen Infizierten allein in Lagos die Rede.

## Maßnahmen
Bereits am 28. Januar 2020 wurde die Überwachung auf fünf internationalen Flughäfen des Landes verstärkt.
Am 18. März 2020 wurden Reisen in 13 Länder verboten. Diese sind: Vereinigte Staaten, Vereinigtes Königreich, Südkorea, Schweiz, Deutschland, Frankreich, Spanien, Italien, Volksrepublik China, Niederlande, Norwegen, Japan und Iran. Am 20. März wurden die Reiseverbote auf Österreich und Schweden ausgeweitet.
Am 23. März 2020 wurden alle internationalen Flughäfen des Landes geschlossen.
Am 26. März 2020 wurden alle restlichen, regionalen Flughäfen geschlossen und die Landesgrenzen geschlossen. Diese Schließung soll für 4 Wochen andauern.
In mehreren Bundesstaaten, darunter in Lagos, wurde Ende März eine „totale“ Ausgangssperre verhängt.

## Statistik
Die Fallzahlen entwickelten sich während der COVID-19-Pandemie in Nigeria wie folgt:

### Infektionen

Bestätigte Infizierte in Nigeria nach Daten der WHO. Oben kumuliert, unten Tageswerte

### Todesfälle

Bestätigte Todesfälle in Nigeria nach Daten der WHO. Oben kumuliert, unten Tageswerte